# Arucas Club de Fútbol
El Arucas Club de Fútbol es un club de fútbol del municipio de Arucas, en el norte de la isla de Gran Canaria, España. En la temporada 2024-25 juega en Tercera Federación.

## Historia
El club se fundó en el año 1927. En sus filas han militado jugadores de gran renombre, entre los que destaca Tonono, quien dio nombre al estadio principal del club. En 1980 fue uno de los dieciocho equipos fundadores de la Interinsular Preferente de Las Palmas. Tras dos subcampeonatos en 1982 y 1983, que le permitieron jugar el play off de ascenso a 3.ª División - Grupo XII, perdiendo ambos contra el Club Deportivo Mensajero y el Club Deportivo Victoria de Tazacorte respectivamente, en 1984 ascendió al fútbol español de forma directa pese a haber quedado tercero en liga. Con esto empezó la etapa dorada del club, que encadenó cuatro campañas consecutivas en la 3.ª División.
En la temporada 2019-20 luego de la crisis del COVID-19, el conjunto grancanario jugó el play-off de ascenso a Tercera División, venciendo agónicamente al equipo chicharrero de Las Zocas (3-1) en un Tonono a puerta cerrada, logrando así el ascenso a categoría nacional. Al año siguiente el Arucas comenzó la temporada muy mal, enterrado en los puestos de descenso, pero en los últimos partidos mejoró la situación haciéndose duro en casa. Aun así no evitaron jugar la liguilla de descenso contra los equipo correspondientes de la provincia de Tenerife. En esta liguilla el Arucas con puntaje perfecto en casa logró mantener la categoría un año más. 
En la siguiente temporada se reforzó con jugadores de renombre como David García o los hermanos Figueroa, mezclando jugadores jóvenes con jugadores con experiencia en el fútbol de élite como Ruyman o Nauzet Alemán entre otros.

## Todas las temporadas
| Temporada | División     | Posición | Copa del Rey |
| --------- | ------------ | -------- | ------------ |
| 1980-81   | Preferente   | 7.º      |              |
| 1981-82   | Preferente   | 10.º     |              |
| 1982-83   | Preferente   | 2.º      |              |
| 1983-84   | Preferente   | 2.º      |              |
| 1984-85   | Preferente   | 3.º      |              |
| 1985-86   | 3.ª División | 16.º     |              |
| 1986-87   | 3.ª División | 10.º     |              |
| 1987-88   | 3.ª División | 14.º     |              |
| 1988-89   | 3.ª División | 18.º     |              |
| 1989-90   | Preferente   | 1.º      |              |
| 1990-91   | 3.ª División | 19.º     |              |
| 1991-92   | Preferente   | 17.º     |              |
| 1992-93   | 1.ª Regional | 7.º      |              |
| 1993-94   | 1.ª Regional | 10.º     |              |
| 1994-95   | 1.ª Regional | 8.º      |              |
| 1995-96   | 1.ª Regional | 4.º      |              |
| 1996-97   | 1.ª Regional | 1.º      |              |
| 1997-98   | Preferente   | 13.º     |              |
| 1998-99   | Preferente   | 18.º     |              |
| 1999-00   | 1.ª Regional | 3.º      |              |
| 2000-01   | 1.ª Regional | 5.º      |              |
| 2001-02   | 1.ª Regional | 1.º      |              |
| 2002-03   | Preferente   | 5.º      |              |
| 2003-04   | Preferente   | 14.º     |              |
| 2004-05   | Preferente   | 4.º      |              |
| 2005-06   | Preferente   | 13.º     |              |
| 2006-07   | Preferente   | 18.º     |              |
| 2007-08   | 1.ª Regional | 1.º      |              |
| 2008-09   | Preferente   | 9.º      |              |
| 2009-10   | Preferente   | 15.º     |              |

| Temporada | División     | Posición | Copa del Rey |
| --------- | ------------ | -------- | ------------ |
| 2010-11   | 1.ª Regional | 7.º      |              |
| 2011-12   | 1.ª Regional | 3.º      |              |
| 2012-13   | Preferente   | 13.º     |              |
| 2013-14   | Preferente   | 1.º      |              |
| 2014-15   | 3.ª División | 9.º      |              |
| 2015-16   | 3.ª División | 14.º     |              |
| 2016-17   | 3.ª División | 19.º     |              |
| 2017-18   | Preferente   | 3.º      |              |
| 2018-19   | Preferente   | 5.º      |              |
| 2019-20   | Preferente   | 1.º      |              |
| 2020-21   | 3.ª División | 14.º     |              |
| 2021-22   | 3.ª División | 4.º      |              |
| 2022-23   | 3.ª División | 12.º     |              |
| 2023-24   | 3.ª División | 6.º      |              |

### Datos del club
- Temporadas en 3.ª División: 12
- Temporadas en Preferente: 21
- Temporadas en 1.ª Regional: 11